# Réalisme (philosophie)
Pour les articles homonymes, voir Réalisme.
En philosophie, le réalisme désigne la position qui affirme l’existence d’une réalité extérieure indépendante de notre esprit. Le réalisme affirme à la fois l’existence et l’indépendance du monde. L’existence signifie qu’il y a un monde extérieur au sujet, et l’indépendance, que ce monde n’a pas besoin d’être relié à un sujet pour exister. Le réalisme affirme que le monde est une chose et que nos représentations en sont une autre.
Ainsi conçu, le réalisme s'oppose à l'idéalisme, lequel soutient que le monde n’est qu’une représentation et n’a pas d'existence autonome. Lorsque l’on adopte une position réaliste, on soutient au contraire que l’existence du monde précède l’existence de notre esprit et que le monde continue d’exister sans lui.
Une personne peut être réaliste quant à l’existence et l’indépendance de certaines choses et être antiréaliste à propos d'autres choses. Le réaliste à propos des universaux, par exemple, considère que les universaux sont des entités qui existent dans le monde, mais il peut considérer, comme les platoniciens, que les êtres individuels qui les exemplifient n'ont pas d'existence en tant que tels. Il s'oppose dans ce cas au nominaliste, qui soutient une position réaliste concernant les seuls individus.

## Les différentes versions du réalisme
Le réalisme peut désigner des positions philosophiques diverses en fonction des entités ou caractéristiques dont la réalité est postulée ou en fonction des domaines où cette position est revendiquée. Le réalisme philosophique comprend au moins cinq volets : 1/ ontologique, métaphysique, 2/ gnoséologique, épistémologique, 3/ sémantique, 4/ éthique, et 5/ esthétique.
On parle de réalisme métaphysique, ou ontologique, lorsque la position réaliste s’applique aux entités dont l’existence est postulée par une théorie ou une doctrine philosophique. Cette thèse n’est pas censée pouvoir être vérifiée mais elle est présupposée chaque fois que l’on prétend explorer un monde préexistant à sa découverte.
Le réalisme épistémologique, ou gnoséologique, est une position théorique au sujet de la connaissance, qui considère que celle-ci porte sur des objets « réels » extérieurs au sujet et indépendants de lui. La thèse gnoséologique qu'il comprend implique de pouvoir parvenir à la connaissance de la réalité, au moins partiellement et graduellement. Le réalisme scientifique relève du réalisme épistémologique et il est tacitement admis par tous ceux qui estiment que la connaissance nous offre une représentation fidèle de la façon dont le monde est, indépendamment de l’esprit.
Le réalisme sémantique soutient que les propositions ou les expressions articulées dans un langage désignent, lorsqu’elles sont vraies, des faits ou des états de choses se réalisant dans le monde. Un énoncé est vrai lorsque ce qu’il décrit est la description de certaines choses ou événements qui existent ou se réalisent dans le monde indépendamment du langage. Le réalisme sémantique implique une conception métaphysique de la référence des mots ou des expressions linguistiques.
Le réalisme moral soutient qu’il y a des vérités morales qui correspondent à des faits moraux. On parle aussi de naturalisme moral pour qualifier cette position.
Enfin, le réalisme esthétique « défend l'idée que les propriétés esthétiques des choses sont réelles ».

## Aperçu historique
Le réalisme a constitué une réponse à des questions philosophiques posées en des termes différents selon les époques. On peut alors distinguer trois périodes importantes dans l’histoire du réalisme philosophique, correspondant à trois types de débats :
1. Antiquité et Moyen Âge : querelle des universaux, de Platon à Ockham. Les questions sur la réalité ne sont posées que pour un domaine particulier du discours et de la pensée, celui des universaux (catégories ou concepts généraux)
2. Période moderne : questions liées au réalisme scientifique opposé au réalisme naïf, de Descartes à Kant. Cette période est marquée par un débat entre réalisme et anti-réalisme sur les sciences (Copernic, Galilée, Descartes) et sur le sens commun (cartésiens, Locke, Berkeley, Hume, Kant) concernant leur portée métaphysique.
3. Période contemporaine : débat autonome sur le réalisme scientifique, de Comte à aujourd'hui. Le débat concernant la portée ontologique de la pensée a lieu en philosophie des sciences et en épistémologie indépendamment des spéculations métaphysiques et des grands systèmes philosophiques.

### Antiquité et Moyen Âge

#### Antiquité
Dans l’Antiquité, le réalisme est une position qui est généralement défendue à propos de certaines catégories de choses, en combinaison avec une position antiréaliste ou sceptique concernant d’autres catégories de choses. Cette combinaison entre réalisme et antiréalisme est ancienne et elle remonte au moins à Platon, qui affirmait à la fois l'existence des « Idées » (εἴδη, eidè) ou « essences » et le caractère illusoire des êtres sensibles individuels. Aristote, lui aussi réaliste à propos des essences, modère cette position en soutenant que les essences ne peuvent exister séparément des êtres sensibles individuels. Les atomistes Démocrite, Épicure et Lucrèce notamment, considèrent au contraire que les apparences des phénomènes reposent sur la combinaison d'éléments simples – les atomes – qui constituent la réalité du monde.
Le philosophe et logicien néoplatonicien Porphyre de Tyr, dans son Isagogè qui est commenté par les médiévaux conjointement à l’Organon (ensemble de traités logiques) d'Aristote, va léguer aux philosophes et théologiens scolastiques la question des universaux et de leur réalité. Porphyre y écrit en effet :

« Tout d’abord, en ce qui concerne les genres et les espèces, la question est de savoir si ce sont [I] des réalités subsistantes en elles-mêmes ou seulement [II] de simples conceptions de l'esprit, et, en admettant que ce soient des réalités substantielles, s’ils sont [Ia1] corporels ou [Ia2] incorporels, si, enfin, ils sont [Ib1] séparés ou [Ib2] ne subsistent que dans les choses sensibles et d'après elles. J’éviterai d'en parler. C'est là un problème très profond et qui exige une recherche toute différente et plus étendue. »

#### Moyen Âge: querelle des universaux

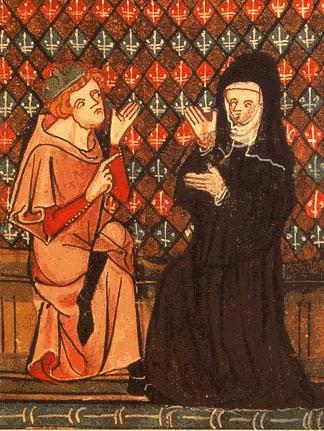
Abélard et Héloïse, son ancienne élève, disputant peut-être de la question alors très controversée de la réalité des universaux.

La querelle des universaux désigne en premier lieu le débat qui a opposé, au milieu et à la fin du Moyen Âge (XIe – XVe siècle), les partisans du réalisme et du nominalisme. Cette querelle se développe à partir du problème des universaux, qu’on peut formuler ainsi :
Socrate est un homme et Platon est un homme. Dans ces énoncés, on prédique la même chose de Socrate et de Platon. Quelle est donc cette chose qui est prédiquée ? Existe-t-elle vraiment ?
Jusqu’à la période moderne, on appelle « universaux » les choses qui sont prédiquées de plusieurs individus, correspondant pour l'essentiel aux noms communs et aux verbes (« homme », « marcher », « blanc », etc.).
Trois réponses ont dominé la tradition dans cette querelle :
1. le réalisme : les universaux sont des entités bien réelles ;
2. le nominalisme : les universaux ne sont que des mots ou des expressions verbales désignant des individus ;
3. le conceptualisme : les universaux sont des concepts, autrement dit, des propriétés qui n'ont pas d'existence par elles-mêmes

Guillaume de Champeaux parle de l'homme comme d'une réalité présente tout entière dans chaque homme à la fois (réalisme), mais sous l'influence d'Abélard, il finira par considérer les universaux comme de simples similitudes. Abélard reprend le vieil argument de Boèce : nulle réalité ne peut se dire de plusieurs choses, seuls les noms ont cette vertu-là. Abélard défend une position conceptualiste ou modérément réaliste : les termes généraux désignent non pas des entités existant par elles-mêmes mais des propriétés qui n'existent pas séparément des choses qu'elles caractérisent.
Ces positions trouvent leur origine dans l'opposition entre Aristote et Platon sur les Idées : Platon étant associé au réalisme, Aristote au conceptualisme et les stoïciens au nominalisme. Le problème des universaux est un débat entre réalisme et antiréalisme qui est qualifié de « régional » : il ne porte en effet que sur un domaine spécifique d'objets ou de pensées. Toutefois, la querelle des universaux touchait à tous les aspects de la philosophie abordés à l'époque ainsi qu'à la théologie.
Selon le médiéviste Alain de Libera, le réalisme médiéval soutient, contre le nominalisme et le conceptualisme, quatre thèses :
1. Les universaux sont des choses (réisme) ;
2. Il faut distinguer universel, particulier, singulier ;
3. Dans la prédication, c'est une chose qui est prédiquée d'une chose, et non un terme d'un autre terme ;
4. Le langage restitue le réel[6].

Boèce, Albéric de Paris, Robert de Melun, Adam de Blasham, Gilbert de Poitiers (de la Porée) furent « réalistes » en ce sens.
Le problème des universaux fait aujourd'hui toujours l'objet de discussions, principalement dans la tradition analytique, mais dans un contexte philosophique renouvelé (nouvelle logique depuis Frege, nouvelle physique, etc.). La crise des fondements en mathématiques a relancé le débat. Les trois positions soutenues par rapport au statut ontologique des contenus logico-mathématiques correspondent aux trois positions médiévales sur les universaux, comme le rappelle Willard V. O. Quine. Le logicisme de Gottlob Frege est un réalisme ou encore « platonisme des concepts », le formalisme de David Hilbert est un nominalisme, et l'intuitionnisme de Luitzen Egbertus Jan Brouwer est un conceptualisme.
Dans ce débat, Quine a d'abord adopté la position nominaliste en co-écrivant Steps Toward a Constructive Nominalism avec Nelson Goodman, puis s'est rangé du côté du conceptualisme. Nelson Goodman et plus récemment David K. Lewis, sont des défenseurs renommés du nominalisme. David M. Armstrong est quant à lui un ardent défenseur du réalisme à propos des universaux.

#### Moyen Âge: réalisme thomiste et néothomiste
Le philosophe et théologien médiéval Thomas d'Aquin a défendu une forme de réalisme modéré, non platonicien. Les trois positions qu'il cherche à dépasser peuvent être résumées ainsi :
1. Pour le réalisme platonicien, les universaux sont des choses et ils existent ante rem (avant les choses singulières)
2. Pour le nominalisme, les universaux sont des flatus vocis (simples émissions vocales), ils existent post rem (ils ne servent qu'à désigner nominalement des choses singulières)
3. Pour le conceptualisme, enfin, les universaux existent in re (ils sont des constructions de l'esprit abstraites à partir des choses extra-mentales)[11].

Le philosophe et théologien Thomas d'Aquin soutient cependant les trois propositions ensemble : « Selon saint Thomas, les universaux existent à la fois ante rem, c'est-à-dire dans l'entendement divin avant la Création, in re : dans les choses créées qui les actualisent, et post rem : dans l'esprit humain qui les conçoit ».
Le réalisme, pour les thomistes (philosophes et théologiens se réclamant de la pensée de Thomas d'Aquin) accorde la priorité ontologique à l'être sur la façon dont il est connu. Le réalisme thomiste s'oppose ainsi à l’idéalisme pour lequel c'est le sujet connaissant, ou le Moi, qui préexiste à l'être connu ; mais aussi à l’empirisme, qui est généralement considéré comme une philosophie « déflationniste » (réduisant le nombre d'entités existantes). Le déflationnisme, représenté par exemple par Guillaume d'Ockham au Moyen Âge ou David Hume à l’époque moderne, est anti-réaliste d’un point de vue ontologique car il refuse d’hypostasier ou de multiplier les entités sans nécessité, selon la maxime bien connue du rasoir d'Ockham.

Les philosophes d’inspiration aristotélico-thomiste que sont Jean-Pierre Lainé et Marie-France Lainé résument les trois positions ontologiques ainsi : 

« S’il est vrai que l’objet de la philosophie est, comme nous le disons, l’être de toute chose, […] il est non moins vrai qu’on ne peut avoir de rapport avec lui autrement qu’en le connaissant, d’où un clivage un peu inévitable entre ceux qui vont donner la priorité à l’être ou réalité, et ceux qui la donneront au contraire au sujet qui connaît […]. On appellera réalisme la première attitude, puisque privilégiant le réel, et idéalisme la seconde (sans oublier son frère ennemi, l'empirisme) puisque donnant au contraire la préférence au sujet et à ses idées. »

Les deux auteurs associent le nominalisme et le scepticisme à l’empirisme. D'après le nominalisme, les entités abstraites n’existent pas, le scepticisme nie quant à lui que nous puissions atteindre avec certitude une forme de réalité absolue, et l’empirisme explique que ce sont nos sensations qui sont les plus vives et les plus réelles, et non nos idées abstraites.
Le réalisme thomiste soutient une position contraire aux précédentes : les entités abstraites existent et structurent les choses de l’intérieur, elles sont davantage l’objet d'une connaissance que les choses purement singulières (« la science consiste en un jugement portant sur les universels et les êtres nécessaires », affirme Aristote), et la réalité est connaissable en elle-même, elle n’est pas nécessairement construite ou déformée par notre subjectivité.
Le réalisme thomiste sera plus tard réactualisé et développé de façon rigoureuse par les néothomistes, en particulier par Étienne Gilson dans ses deux ouvrages Réalisme thomiste et critique de la connaissance et Le Réalisme méthodique. Une autre réactualisation du thomisme verra le jour en philosophie analytique avec le « thomisme analytique (en) » dont les représentants principaux sont Anthony Kenny, Peter Geach et G. E. M. Anscombe,.

### Période moderne: la question du réalisme scientifique

#### Mécanisme cartésien

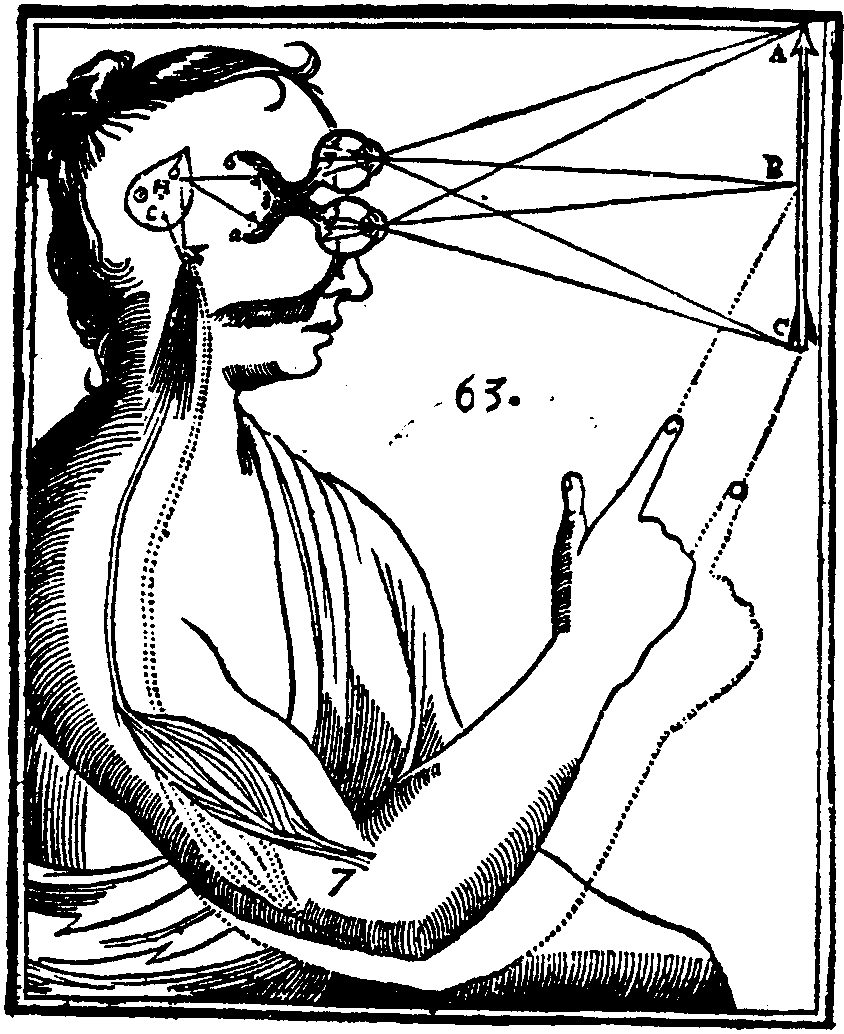
Mécanisme de la vision d'après un dessin de René Descartes. Pour Descartes, sans la preuve de l'existence de Dieu, nous n'aurions aucune garantie de la réalité de ce que nous percevons confusément par nos sens.

Le mécanisme défendu et développé par Descartes est un réalisme scientifique qui s'oppose donc au « réalisme naïf ». Comme Galilée, Descartes considère que la nature s'explique uniquement par la matière et le mouvement. Descartes est réaliste pour sa physique et antiréaliste à propos des caractéristiques sensorielles des objets : les sens nous renseignent bien sur l'existence des choses, mais en aucun cas sur leur nature. Les qualités sensorielles telles que les couleurs, les sons, les odeurs, etc. n'existent pas dans le monde ; elles n'existent que dans l'esprit des hommes, en tant qu'ils sont affectés par leurs sens.
Le mécanisme cartésien est un réalisme de type scientifique parce que la matière (l'« étendue ») et le mouvement sont postulés par la science. Ce réalisme scientifique est à la fois métaphysique – la matière en mouvement constitue une réalité indépendante de notre esprit – et épistémologique : on peut connaître cette réalité par l'entendement ou la raison.
Le mécanisme est également défendu au XVIIe siècle par de nombreux philosophes, comme Francis Bacon, Thomas Hobbes, Pierre Gassendi.

#### Locke: qualités premières et qualités secondes
Dans son Essai sur l'entendement humain (livre II) Locke distingue les « qualités premières » et les « qualités secondes ». Les qualités premières sont perçues par les différents sens, contrairement aux qualités secondes qui dépendent d'un seul type de perception sensorielle. Les idées associées aux qualités premières que sont la « figure », la « taille » et le « mouvement » ressemblent aux objets qui les causent dans l'esprit, contrairement aux qualités secondes qui n'ont pas d'équivalent dans la nature.

### Période contemporaine
Dès le milieu du XIXe siècle, une forme d'antiréalisme s'impose avec le développement du positivisme (Comte, Mach, Duhem), puis du néo-positivisme et de l'empirisme dans la première moitié du XXe siècle (Cercle de Vienne, A. J. Ayer, Ryle). Ces positions ont toutes pour point commun de rejeter la métaphysique et le réalisme qui lui est associé.
Selon Rudolph Carnap, l’un des principaux membres du Cercle de Vienne, le réalisme est la thèse métaphysique qui affirme la réalité du monde extérieur, tandis que l’idéalisme est celle qui la nie. Pour Carnap, ces deux positions antinomiques n'ont pas de sens car elles se trouvent « de l’autre côté de l’expérience ». Elles se fourvoient toutes les deux dans la métaphysique.
À partir des années 1950, c’est le réalisme qui devient dominant chez les philosophes de tradition analytique, avec la réhabilitation de la métaphysique, conçue cette fois en lien avec les sciences de la nature (la physique en particulier).

#### Karl Popper et le réalisme critique

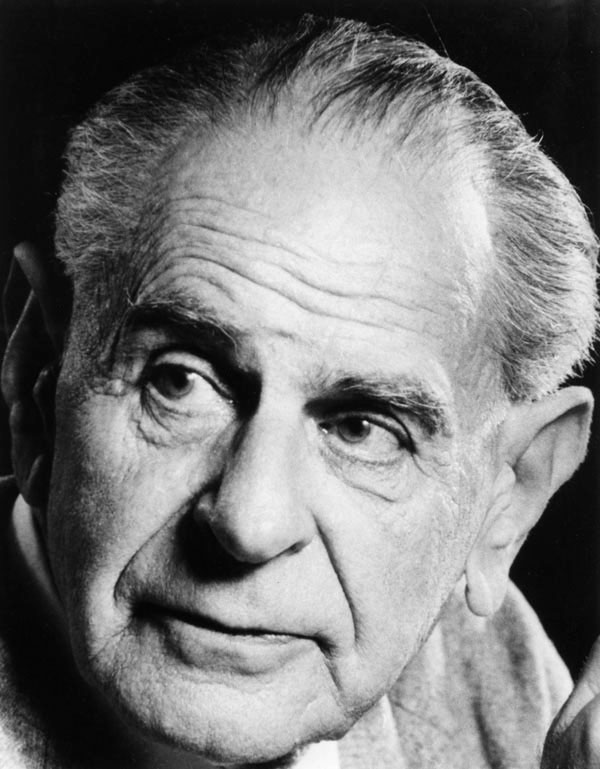
Pour Karl Popper (ici vers 1980), la vérité d'un énoncé scientifique n'est possible que si cet énoncé a un sens. Or le sens d'un énoncé scientifique repose sur la possibilité de sa réfutation.

Pour Popper, tout comme Carnap, la thèse centrale du réalisme est « la thèse de la réalité du monde ». Mais contrairement à Carnap, Popper soutient que le réalisme est une position qui a du sens, qui peut être argumentée et qui doit être défendue.
Dans La Logique de la découverte scientifique (1934), Karl Popper affirme que le propre d'une théorie scientifique est son caractère réfutable, s'opposant sur ce point au critère proposé par le positivisme logique pour lequel les énoncés scientifiques doivent être vérifiables empiriquement. En outre, il transforme l'opposition traditionnelle au sein du réalisme entre le « monde intérieur » et le « monde extérieur » en une opposition entre une théorie scientifique et une réalité qui transcende la théorie. Bien que cette problématique appartienne au champ des sciences, le réalisme reste chez Popper une doctrine métaphysique, car il n'est ni démontrable, comme le sont la logique ou les mathématiques, ni réfutable, comme le sont les sciences empiriques. Mais ce caractère métaphysique du réalisme, au lieu de le discréditer, lui permet de remplir le rôle de fondement pour la méthodologie scientifique. Ici, le rôle du réalisme est triple :
1. Il fonde la possibilité, pour une théorie, d'être fausse (d'être réfutée) en justifiant la possibilité de la réfutation. On parle alors de réalisme critique pour qualifier cette position.
2. Il assure la possibilité d'une croissance de la connaissance scientifique en soutenant que le monde ressemble plus à la façon dont les théories modernes le décrivent qu'aux théories dépassées.
3. Il joue un rôle régulateur en fixant un objectif à la science : l'accroissement des connaissances à propos du monde (puisqu'elles sont possibles).

Dans La Connaissance objective, Popper défend une théorie de la vérité-correspondance.

#### Kripke, Putnam et l'externalisme
Il revient à Saül Kripke et Hilary Putnam d'avoir tenté dans les années 1970 de justifier le réalisme sur le terrain du langage et de la sémantique. S'inspirant de la distinction que Gottlob Frege avait établi entre le sens et la référence d'un mot, Kripke et Putnam élaborent une théorie causale de la référence des termes pour expliquer comment la signification d'un terme peut changer tout en désignant la même chose dans la réalité. D'après cette théorie, la référence d'une expression linguistique (ce qu'elle désigne dans le monde) est fixée par un acte de « baptême initial ». Cet acte désigne arbitrairement un objet physique bien réel associé à des effets observables (ex. : les électrons qui produisent la lumière électrique), mais les significations attachées à cette expression peuvent évoluer, voire changer du tout au tout. Ce qui établit la « réalité » d'une expression ou d'un terme, c'est l’existence d’une chaîne causale continue, liée au baptême initial. Le langage entretient ainsi une relation stable avec l'environnement extérieur qui assure l’existence des choses et des événements décrits dans les énoncés véridiques.
Cette conception du sens des expressions permet de concilier le réalisme naïf et le réalisme scientifique. La continuité de la référence entre le langage courant et la science est garantie par le lien causal qui les relie via un certain rapport à leur environnement matériel et à l'acte initial de baptême.

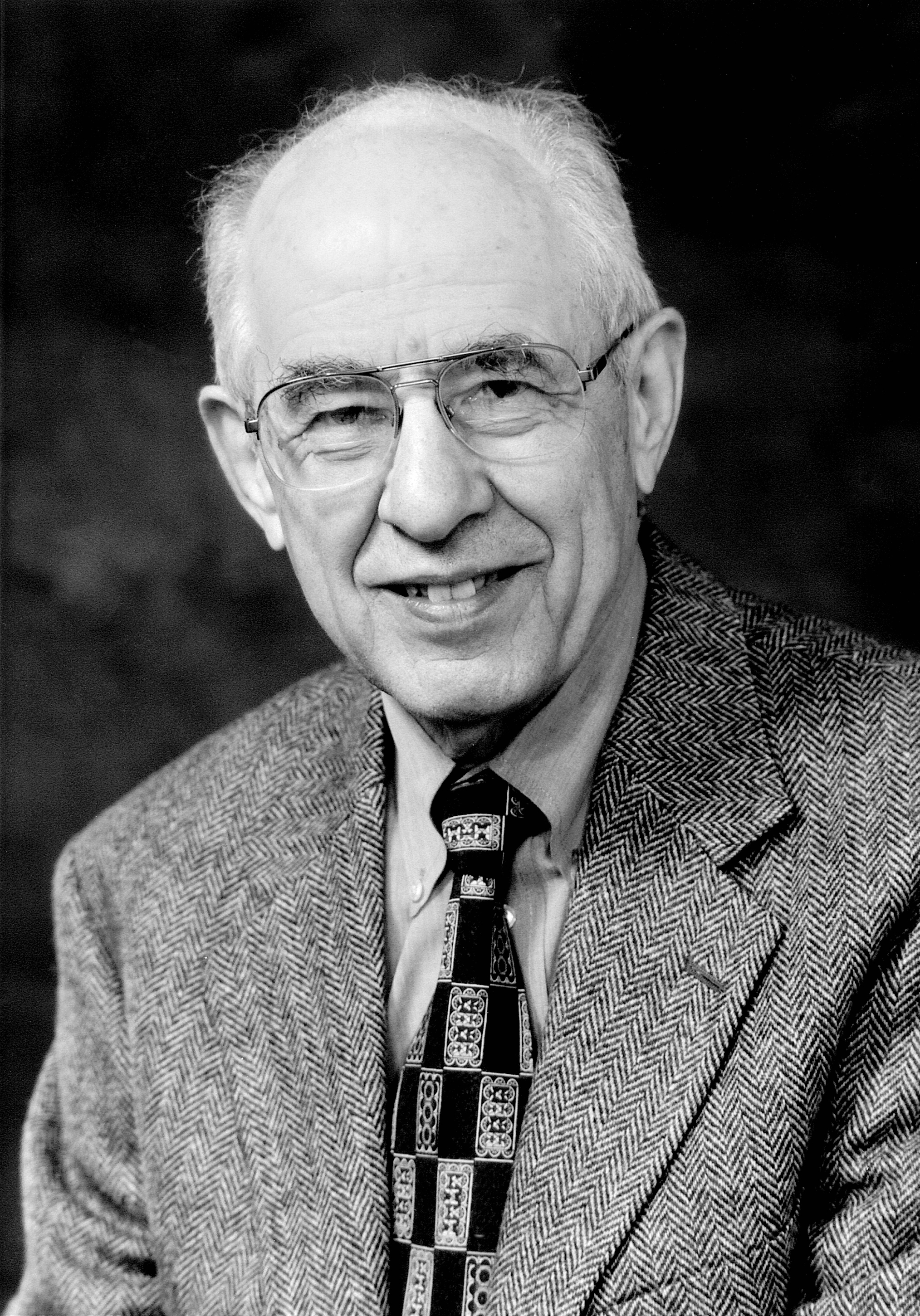
Selon Hilary Putnam, qui a d'abord défendu le réalisme métaphysique avant de le remettre en cause, le réalisme métaphysique implique l'adoption d'un prétendu « point de vue de Dieu ».

## Réalisme «fort»
Dans sa version forte, le réalisme affirme que les théories, les croyances ou les perceptions sont (au moins approximativement) vraies au sens où elles correspondent à la réalité. La notion de vérité qui est mobilisée est donc celle de vérité-correspondance : une théorie, une croyance ou une perception est vraie lorsqu'elle reproduit dans l'esprit ce qui est, constituant ainsi une sorte de copie de la réalité (certes incomplète et imparfaite).
Dans cette version du réalisme, une affirmation est vraie si elle décrit fidèlement ce qui existe. La vérité d'un énoncé établit alors une relation d'identité entre le contenu sémantique de cet énoncé et le monde. Les prédicats « vrai » et « faux » sont des prédicats ontologiques, relatifs à l'existence ou non des objets ou des propriétés dont on parle, contrairement aux prédicats épistémiques tels que « certain », « douteux », etc., qui traduisent une attitude humaine d'acceptation ou de rejet et sont relatifs à des croyances humaines.

## Réalisme «minimal» ou «structural»
En France, le mathématicien Henri Poincaré a proposé l’un des tout premiers arguments en faveur de ce qu'il est convenu aujourd'hui d'appeler le « réalisme structural », à la suite du commentateur Elie Zahar qui en a fait un précurseur de ce courant. Selon Poincaré, le fait scientifique est une traduction simplifiée et pratique du fait empirique : « Le fait scientifique n'est que le fait brut traduit dans un langage commode ». Poincaré expose ainsi l’idée que l'expérience est déjà structurée par ses relations et que l’esprit de l’homme construit la science à partir de cette pré-structuration. Il cherche à réfuter la version radicale du conventionnalisme et du pragmatisme d'Édouard Le Roy, selon lequel, « […] les faits scientifiques, et a fortiori, les lois sont l'œuvre artificielle du savant ; la science ne peut donc rien nous apprendre de la vérité, elle ne peut nous servir que de règle d'action ».
Henri Poincaré défend donc une forme minimale de réalisme, compatible avec le conventionnalisme auquel il est traditionnellement associé, et qui s'appuie sur le fait que nous n'avons un accès épistémique direct qu'à nos seules perceptions, qui sont privées et non communicables. La seule chose que nous sommes capables de transmettre, ce sont les relations entre nos perceptions. Ainsi, deux personnes ne peuvent être certaines qu’elles perçoivent les teintes de couleur de la même façon, mais elles peuvent cependant s’accorder sur le fait que deux objets sont de la même teinte, ou qu’un objet est plus sombre qu’un autre. Dans la mesure où une connaissance objective doit être publique et intersubjective, elle ne peut reposer que sur ce qui est transmissible ; il s’ensuit que seules les relations entre les expériences ont une valeur objective et peuvent être source de connaissance. Si l’on admet qu’une connaissance de la réalité est possible, il doit s’agir d’une connaissance qui porte sur sa structure, et non sur les contenus de la réalité eux-mêmes.

## Réalisme et antiréalisme
Les années 1980 voient la résurgence dans le monde anglo-saxon d'un débat majeur autour du réalisme scientifique lancé par des épistémologues critiquant un certain nombre de postulats réalistes qu'ils estimaient partagés de façon implicite ou explicite par leurs prédécesseurs.
Pour Larry Laudan (disciple de Feyerabend), les réalistes fondent le succès des théories scientifiques sur la capacité de celles-ci à se rapprocher des référents réels, ce qui est démenti par le grand nombre de théories scientifiques passées qui ont produit un grand nombre de résultats concrets tout en étant fondées sur des entités comme le phlogistique ou l'éther qui ont depuis été démontrées comme inexistantes. Dans sa réhabilitation de l'antiréalisme, Bas van Fraassen nie la possibilité de connaître des entités inobservables défendue par les réalistes, tout en partageant avec eux l'idée que les théories scientifiques doivent être des descriptions littérales de leurs objets (critère d'« adéquation empirique »). Revenant sur ses propres positions réalistes tenues auparavant, Hilary Putnam critique la théorie de la vérité-correspondance implicite dans le réalisme dans la mesure où elle conduit selon lui à des problèmes psychologiques insurmontables. Plus tard, il affirme aussi que le réalisme métaphysique nécessite l'adoption d’un « point de vue divin », forcément illusoire parce qu’il est illusoire de croire que nous pouvons accéder à un monde tout fait indépendant des conditions particulières (sociales, psychologiques ou culturelles) de sa représentation.
Ces attaques conduisent un certain nombre de philosophes des sciences à proposer des formes révisées de réalisme qui seraient à l'abri des critiques antiréalistes. Ian Hacking et Nancy Cartwright défendent ainsi une forme de « réalisme des entités » selon lequel les scientifiques doivent croire à la réalité des entités qu'ils postulent et manipulent expérimentalement, sans nécessairement avoir à croire à la réalité des théories elles-mêmes, tandis que John Worrall affirme la réalité des entités mathématiques contenues dans les théories scientifiques dans une position qu'il appelle « réalisme structurel ». D'autres auteurs comme Paul Churchland et Michael Devitt rejettent toutefois les critiques antiréalistes comme étant infondées. Ce dernier, fidèle au réalisme de l'école australienne, affirme ainsi « l'irrésistibilité » de la doctrine réaliste qui fait qu'il n’existe pas d’argument qui pourrait nous contraindre à l’abandonner.
À partir de la fin des années 1990, plusieurs auteurs comme Stathis Psillos, Jarrett Leplin, Anjan Chakravartty ou Claudine Tiercelin reviennent cependant à des formes plus radicales de réalisme scientifique qui affirment à la fois la réalité métaphysique des entités étudiées par les sciences et notre capacité d'en avoir une connaissance vraie bien qu'approximative.

## Réalisme en pensée orientale
Parmi les bouddhistes, l'école des Sarvâstivâdin du Cachemire « se pose comme résolument réaliste et même pan-réaliste en admettant l'existence du monde extérieur et en posant l'existence réelle des choses, admettant même l'existence réelle des phénomènes passés, présents et futurs. Par "chose réelle" (sanskrit bhâva, tibétain dngos-po), il faut entendre "ce qui est doué d'efficience", c'est-à-dire un phénomène capable d'accomplir une fonction au sein de la causalité ».